# Marguerite Robyns
Marguerite Robyns est une peintre impressionniste belge (1868-1930). Aussi dessinatrice et pastelliste, elle peint des vues de la  ville de Dinant, des paysages et des portraits,.

## Biographie
Née à Waremme, elle séjourne d'abord à Saint-Gilles (Bruxelles). Ses professeurs sont Alfred Cluysenaar et Émile Claus. Marguerite Robyns passe ensuite le reste de sa vie à Houx, près de Dinant, où elle peint des bords de Meuse et des paysages. Sont ainsi connus divers dessins de Dinant montrant notamment les dégâts dus aux combats de 1914. Le pastel Une vue de Dinant est détenu par les Musées royaux des Beaux-Arts de Belgique,.

## Expositions
- Namur : Salons triennaux du Cercle Artistique et Littéraire de Namur 1898-1904[3]
- Bruxelles : Galerie Clarembaux, Bruxelles, 1899[10]
- Huy : Exposition des Beaux-Arts de Huy, 1919[3]
- Gand : Exposition Universelle et Internationale de Gand, 1904[11],[12] et 1913[13]
- Bruxelles : en 1925 - 1930, les Amis du Musée des Beaux-Arts[3]
- Anvers : œuvres à la Vleeshuis d'Anvers[3]

## Œuvres

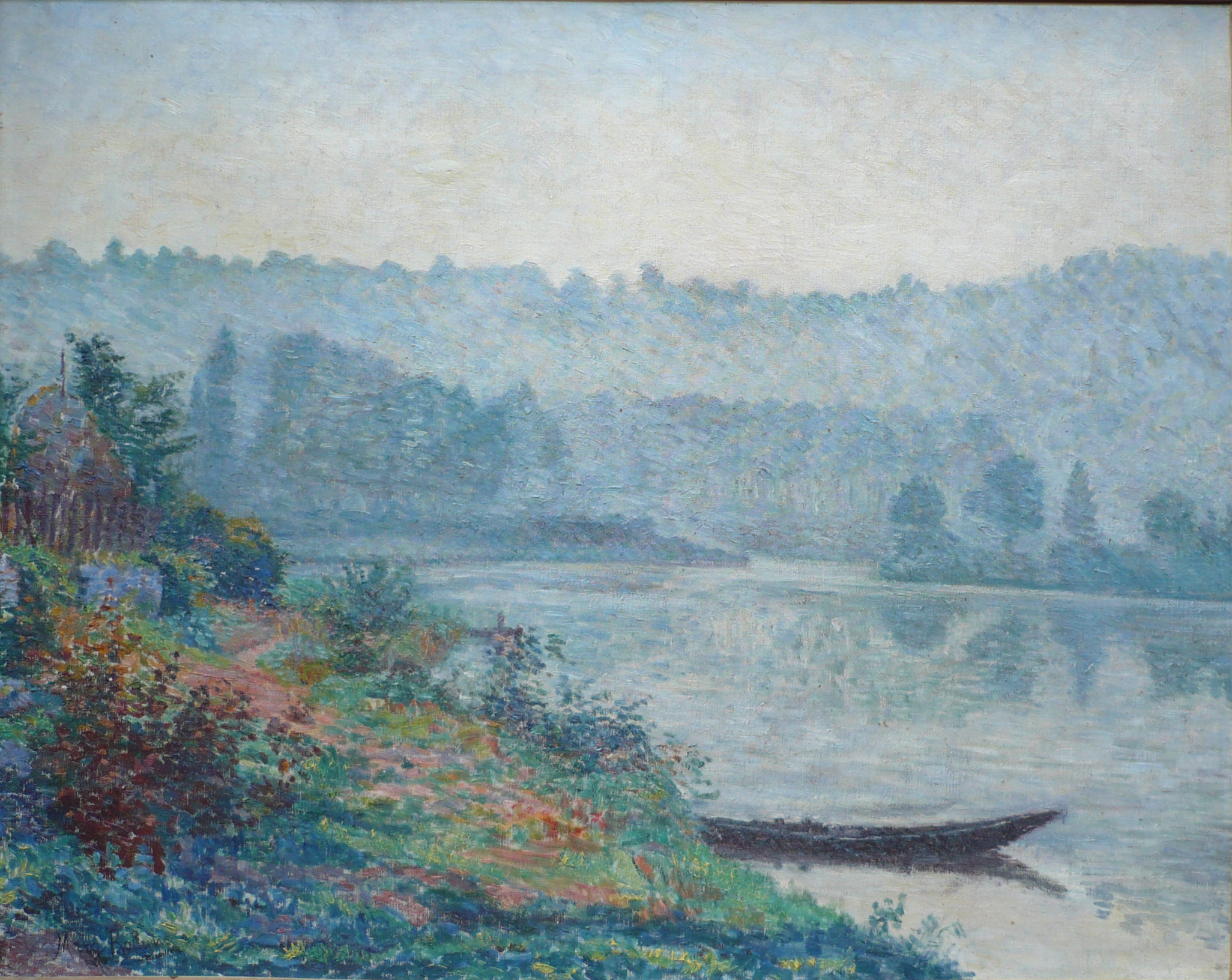
Brume bleue (à Houx sur Meuse)
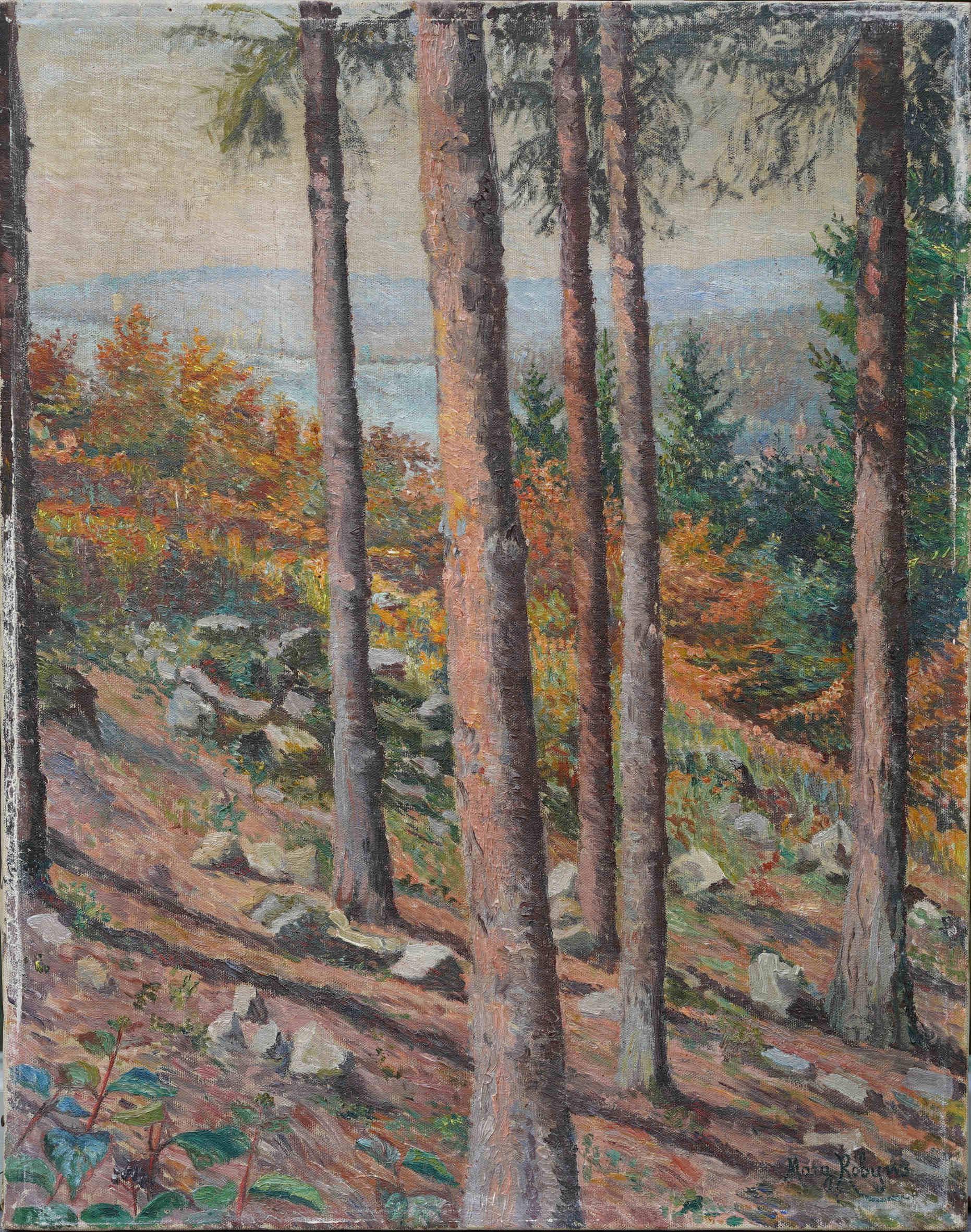
Sur la colline
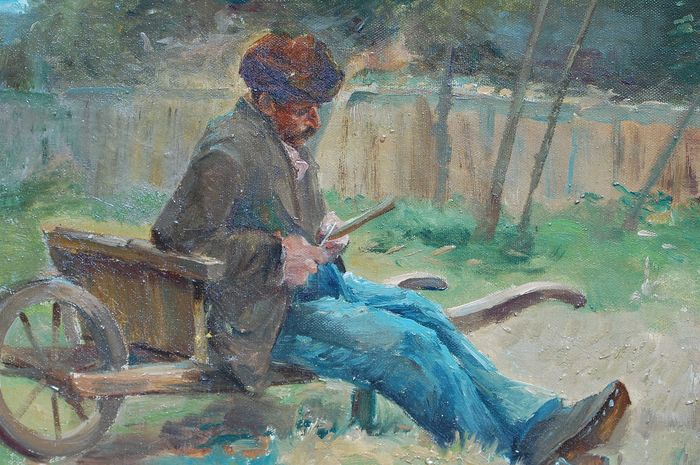
Paysan sur sa brouette
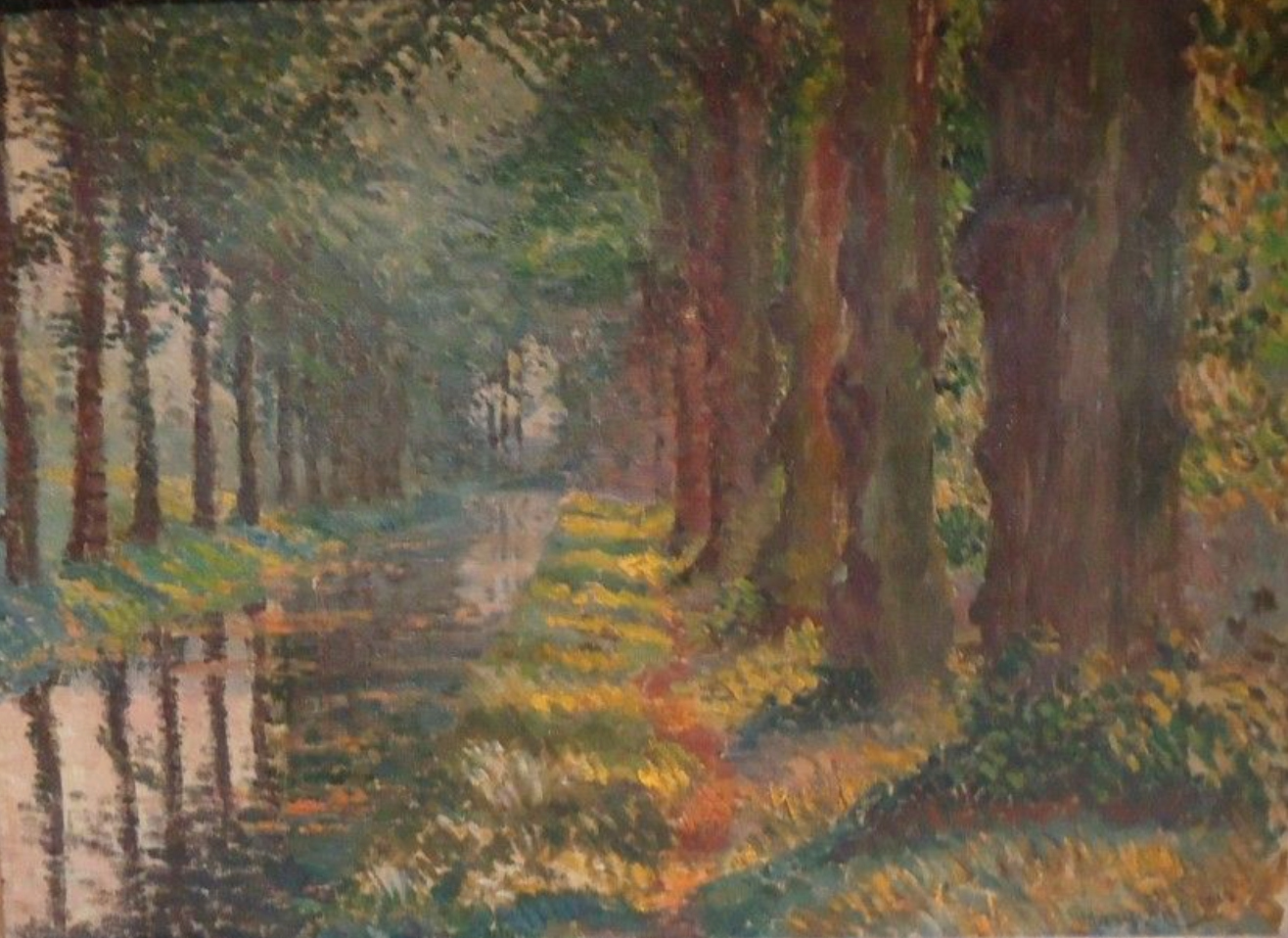
Le Grand Canal du Jardin d'Annevoie, vallée de la Meuse, Belgique
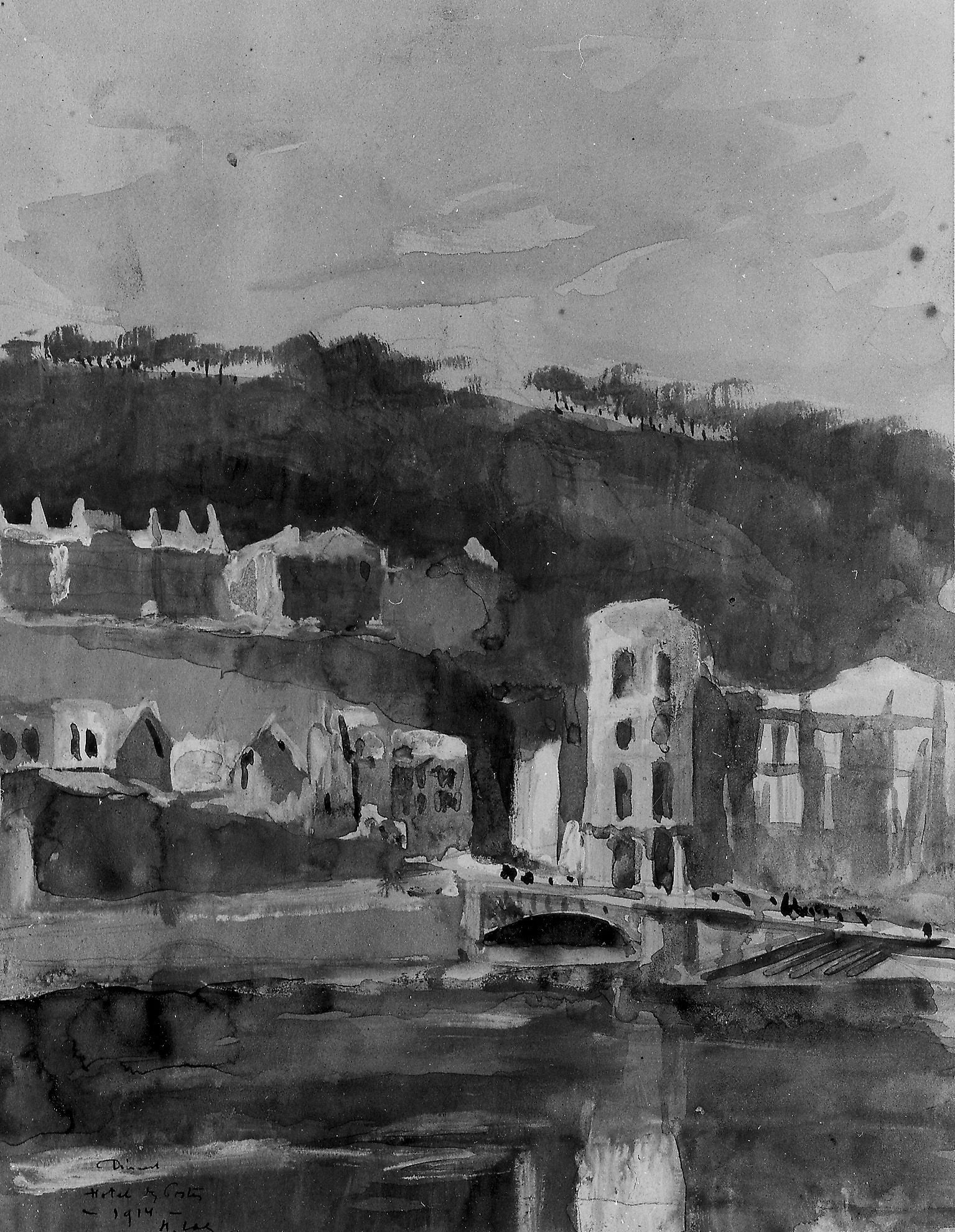
L'Hôtel des Postes à Dinant, détruit par les combats de 1914
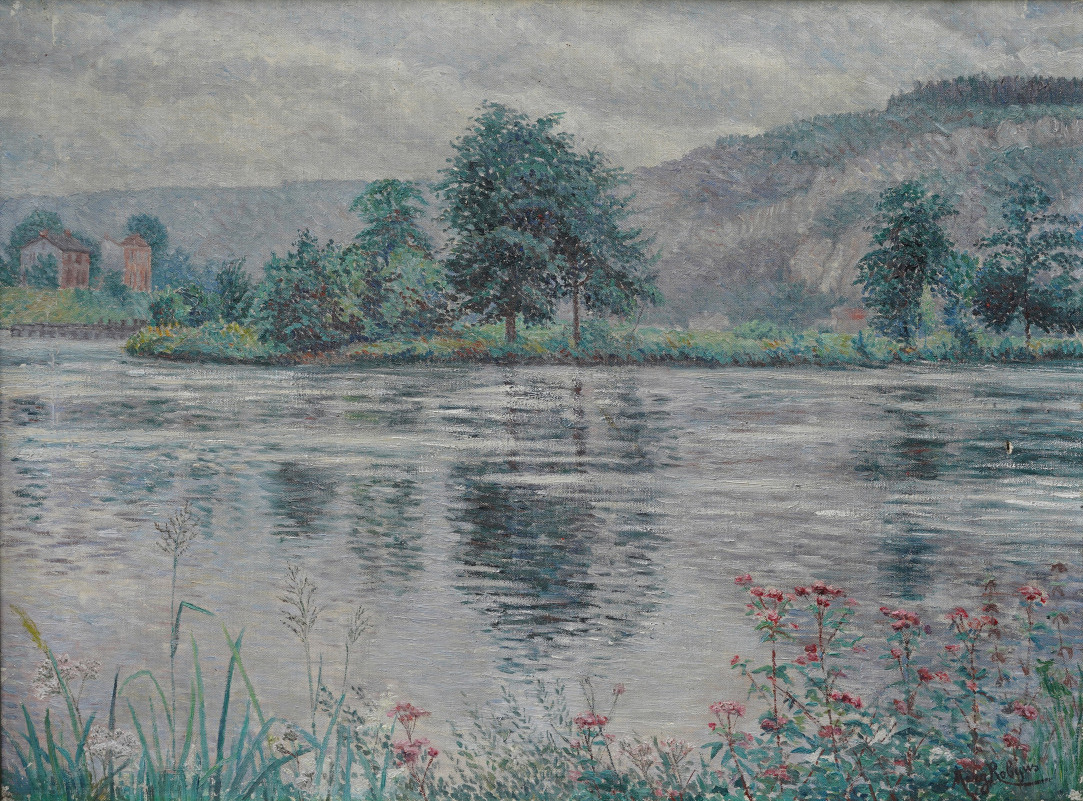
Temps gris sur la Meuse